# Koolzwarte zandbij
De koolzwarte zandbij (Andrena pilipes) is een vliesvleugelig insect uit de familie Andrenidae. De wetenschappelijke naam van de soort is voor het eerst geldig gepubliceerd in 1781 door Fabricius.